# Quarteira
 Quarteira is een Portugese kustplaats (freguesia) in de gemeente Loulé, en telt 16.131 inwoners (2001).
Almancil · Alte · Ameixial · Benafim · Boliqueime · Quarteira · Querença · Salir · São Clemente · São Sebastião · Tôr